# تپه‌های سبز آفریقا

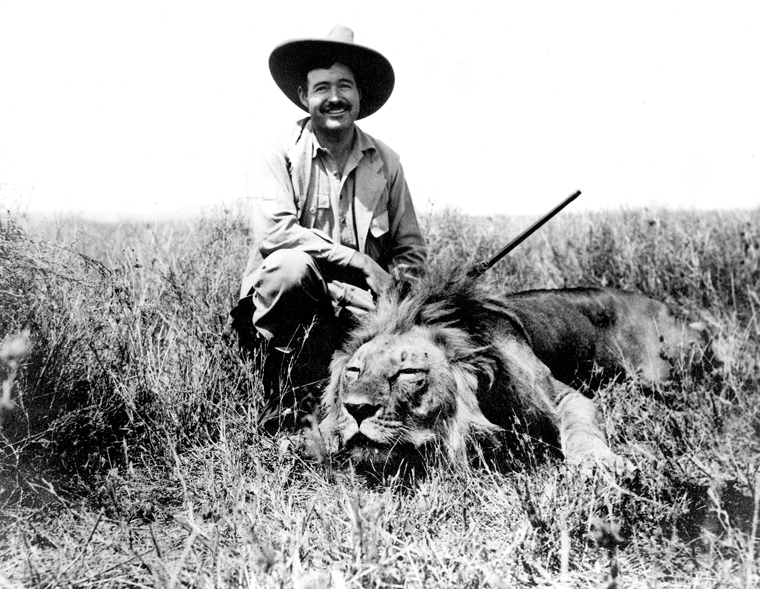
تپه های سبز

«تپه‌های سبز آفریقا» (انگلیسی: Green Hills of Africa) یک کتاب غیر داستانی از ارنست همینگوی است.